# Art & Project
Art & Project was een galerie voor hedendaagse kunst in de Nederlandse hoofdstad Amsterdam (1968-1989) en in het Noord-Hollandse Slootdorp (1989-2001). Het was tevens de naam van een maandblad over hedendaagse kunst, dat tussen 1968 en 1989 werd uitgegeven.

## Galerie
De galerie Art & Project werd in september 1968 in Amsterdam opgericht door Geert van Beijeren Bergen en Henegouwen (1933-2005) en Adriaan van Ravesteijn (1938-2015). De galerie was aanvankelijk gevestigd in het ouderlijk huis van Van Beijeren in de Richard Wagnerstraat 8 in Amsterdam-Zuid. De eerste tentoonstelling vond vanaf 19 september 1968 plaats in de hal van het halfvrijstaande woonhuis uit 1955, sculpturen van de Duitse kunstenares Charlotte Posenenske, een tentoonstelling die weinig aandacht trok. De tweede expositie was gewijd aan het Nederlandse ontwerpersduo Jan Slothouber en William Pars Graatsma. Mede dankzij de eerste twee uitgaven van het Art & Project-bulletin kreeg deze tentoonstelling iets meer aandacht. Andere exposanten uit de begintijd waren Gruppe X, Paul Schuitema en Aldo van den Nieuwelaar.
In maart 1970 stonden Gilbert & George enkele uren te kijk als living sculptures in de galerie in de Richard Wagnerstraat, een performance die ze een jaar eerder al in het Stedelijk Museum hadden uitgevoerd. De galerie was aanvankelijk uitsluitend 's avonds en in het weekend geopend, later ook in de middaguren. Er werden geen uitnodigingen verstuurd en er vonden geen vernissages plaats. In de eerste jaren vonden jaarlijks gemiddeld zes exposities plaats, meestal begeleid door een aflevering van het bulletin.

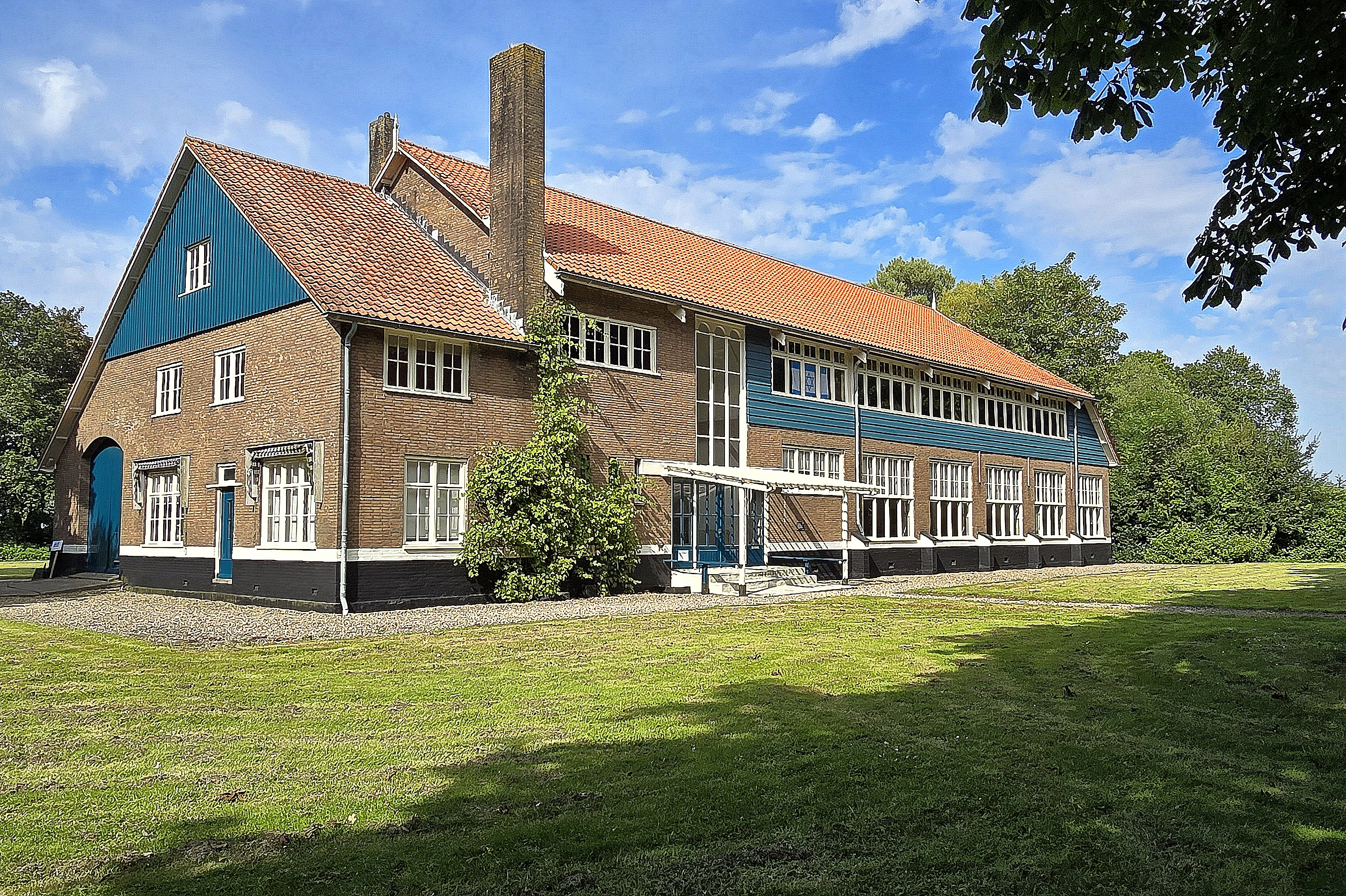
Slootdorp: voormalig gemeenschapshuis van het Joods Werkdorp Nieuwesluis, van 1989 tot 2001 galerie Art & Project

In 1971 verhuisde de galerie naar Van Breestraat 18, dicht bij het Stedelijk Museum en vlak bij de galerie van Riekje Swart (Van Breestraat 23). Van 1973 tot 1979 was de galerie gevestigd aan de Willemsparkweg 36. In samenwerking met de Brusselse galerie MTL (in 1970 opgericht door Fernand Spillemaeckers), werd in 1973 en 1974 tevens een galerieruimte in Antwerpen geëxploiteerd, waar een elftal solotentoonstellingen plaatsvonden. Van 1979 tot 1989 beschikte de galerie over een grote ruimte op de begane grond van het pand Prinsengracht 785. In 1989 verhuisde de galerie naar het Noord-Hollandse Slootdorp (Wieringermeer), waar huisvesting gevonden werd in het voormalige gemeenschapshuis van het Joodse Werkdorp Nieuwesluis. In december 2001 sloot de galerie. Enkele jaren later overleed Geert van Beijeren.
De galerie was in de ruim 33 jaar van haar bestaan een belangrijk platform voor de hedendaagse kunst, zowel in Nederland als daarbuiten. Vanaf de oprichting ondersteunde Art & Project een internationale groep kunstenaars, die allen geassocieerd werden met de minimal art, de conceptuele kunst of de land art. Door middel van het Art & Project Bulletin breidde de galerie haar artistieke netwerk uit en konden kunstenaars "tentoonstellingen per post" samenstellen, onafhankelijk van plaats en tijd.
Kunstenaars die aan de galerie (en het maandblad) meewerkten waren: Hanne Darboven, Barry Flanagan, Douglas Huebler, Lawrence Weiner, Sol LeWitt, Robert Barry, Carl Andre, Joseph Kosuth, Richard Long, Stanley Brouwn, Gilbert & George, Alighiero Boetti, Francesco Clemente, Allen Ruppersberg, Marcel Broodthaers, John Baldessari, Hamish Fulton, Jan Dibbets, Ian Wilson, Bas Jan Ader, Milo Hartigan en Daniel Buren.
Belangrijke verzamelaars die bij Art & Project kochten waren Edy de Wilde (directeur van het Stedelijk Museum), Benno Premsela, Martin en Mia Visser, Frits en Agnes Becht, Herman en Nicole Daled, Roger en Hilde Matthys en Anton en Annick Herbert.

## Kunsttijdschrift
Tussen september 1968 en november 1989 publiceerden Geert van Beijeren & Adriaan van Ravesteijn 156 nummers van het tweetalige (Engels en Nederlands) kunsttijdschrift Art & Project. De eerste nummers van Art & Project bestonden nog hoofdzakelijk uit aankondigingen van exposities in de galerie, maar gaandeweg werd het blad zelf steeds meer een kunstobject.
Het blad werd in een oplage van ongeveer 800 exemplaren bij de Haagse drukkerij Delta gedrukt. Het werd, op een enkele uitzondering na, zwart op wit tweezijdig op A3-formaat gedrukt, in tweeën gevouwen, zodat een 4 pagina's tellend bulletin op A4-formaat ontstond. Op aandrang van enkele kunstenaars werd af en toe van dit formaat afgeweken. Enkele voorbeelden:
- bulletin #24, gepland in 1970, met Daniel Buren, werd niet daadwerkelijk uitgegeven.
- bulletin #43, september 1971, met Sol LeWitt, was gevouwen in 48 rechthoeken.
- bulletin #62, november 1972, met Alighiero Boetti, had het formaat 28,6 × 42 cm in plaats van het gebruikelijke A3.
- bulletin #68, augustus 1973, met Douglas Huebler, had het formaat 29.7 × 63 cm en was in drieën gevouwen.
- bulletin #75, maart 1974, met Daniel Buren, was gedrukt op vellum.
- bulletin #107, mei 1978, met Francesco Clemente, was gedrukt op oranje papier.

De Art & Project-bulletins verschenen in een onregelmatig maandelijks ritme (17 in 1972, het volgende jaar slechts 8). Tussen zomer 1983 en eind 1984 verscheen het blad helemaal niet.
Het blad werd vanuit Amsterdam gratis verzonden naar zo'n 400 tot 500 adressen (waaronder kunstenaars, galeries en museumcuratoren). Het restant van de oplage was te verkrijgen in de galerie in Amsterdam. Enkele bulletins werden van elders verstuurd (en in sommige gevallen ook gedrukt):
- bulletin #11, september 1969, met Stanley Brouwn, werd verzonden vanuit Düsseldorf, ter aankondiging van de expositie "Prospect 69" in Kunsthalle Düsseldorf.
- bulletin #20, maart 1970, met Gilbert & George, en #21, maart 1970. met Yutaka Matsuzawa, werden gedrukt in, en verzonden vanuit Tokio.
- bulletin #56, juni 1972, met Jan Dibbets, werd verzonden vanuit Venetië.

## Kunsthistorische betekenis
In de jaren 1960 en 1970 kon Art & Project, samen met enkele andere galeries (waaronder Galerie Riekje Swart) en het destijds zeer vernieuwende Stedelijk Museum, beschouwd worden als een voortrekker in de beeldende kunst, waardoor Amsterdam in deze periode een internationaal knooppunt van hedendaagse kunst was. De galerie was in haar ruim 30-jarig bestaan een belangrijk platform voor met name de conceptuele kunst. In 2010 vond in het Brusselse centrum voor hedendaagse kunst Wiels een symposium plaats over de galeries MTL (Brussel) en Art & Project (Amsterdam) en de oorsprong van minimale en conceptuele kunst in België en Nederland.
Veel van de Art & Project-bulletins zijn inmiddels gezochte documenten. Met name de door bekende kunstenaars samengestelde uitgaven zijn ware kunstwerken. Een recente heruitgave, door Adriaan van Ravesteijn zelf, telt 149 originele bulletins en 7 (duidelijk gemarkeerde) herdrukken in één band. In 2009 organiseerde het Museum of Modern Art in New York een tentoonstelling met de titel "In & Out of Amsterdam", met voornamelijk werken die door Van Ravesteijn en Van Beijeren in 2007 aan het museum geschonken waren. Onderdeel van de expositie waren de 156 uitgaves van het Art & Project-bulletin. Al eerder vond een soortgelijke overzichtstentoonstelling plaats in het museum MAMCO in Genève.